# Aloe vallaris
Aloe vallaris ist eine Pflanzenart der Gattung der Aloen in der Unterfamilie der Affodillgewächse (Asphodeloideae). Das Artepitheton vallaris stammt aus dem Lateinischen, bedeutet ‚an Wänden‘ und verweist auf das Habitat der Art.

## Beschreibung

### Vegetative Merkmale
Aloe vallaris wächst stammbildend und verzweigt sich von der Basis aus. Der Stamm erreicht eine Länge bis zu 50 Zentimeter. Die eiförmig verschmälerten Laubblätter bilden eine dichte Rosette. Die gräuliche oder grünlich blaue bis bläulich grüne Blattspreite ist 22 bis 34 Zentimeter lang und 4 bis 5 Zentimeter breit. Auf ihr befinden sich nahe der Basis wenige kleine ovale bis runde weißliche Flecken. Auf der Blattunterseite sind sie zahlreicher. Die stechenden, gelblichen, orangefarben oder braun gespitzten Zähne am schmalen, gelblichen Blattrand sind 2 bis 2,5 Millimeter lang und stehen 10 bis 12 Millimeter voneinander entfernt. Der schaumige Blattsaft trocknet als opake, kristalline, gelbe Kruste.

### Blütenstände und Blüten
Der schiefe oder fast aufrechte Blütenstand ist einfach oder weist einen Zweig auf. Er erreicht eine Länge von mehr als 50 bis 60 Zentimeter. Die lockeren, zylindrisch spitz zulaufenden Trauben sind 17 bis 45 Zentimeter lang und etwa 4 Zentimeter breit. Die eiförmig-spitzen Brakteen weisen eine Länge von bis zu 4,5 Millimeter auf und sind 2,5 Millimeter breit. Die leuchtend scharlachroten Blüten stehen an 4 bis 4,5 Millimeter langen Blütenstielen. Sie sind 20 bis 26 Millimeter lang und an ihrer Basis gerundet. Auf Höhe des Fruchtknotens weisen die Blüten einen Durchmesser von etwa 5 Millimeter auf. Darüber sind sie auf 4,5 Millimeter verengt und schließlich zur Mündung auf 5,5 Millimeter erweitert. Ihre äußeren Perigonblätter sind auf einer Länge von 4,5 bis 6 Millimetern nicht miteinander verwachsen. Die Staubblätter und der Griffel ragen kaum aus der Blüte heraus.

## Systematik und Verbreitung
Aloe vallaris ist in Angola an Klippen in Höhen von etwa 1230 Metern verbreitet.
Die Erstbeschreibung durch Leslie Charles Leach wurde 1974 veröffentlicht.

## Nachweise